# Aleksander Wasilewski (major AK)
Aleksander Wasilewski (ur. 6 marca 1906 w Sudargach, zm. 10 stycznia 1993 w Gdańsku) – major Armii Krajowej, kawaler Krzyża Srebrnego Orderu Wojennego Virtuti Militari.

## Życiorys
Syn Klemensa i Malwiny z domu Bostis. Od 1914 mieszkał z rodzicami w Rydze, gdzie ukończył gimnazjum (1926). W latach 1927–1930 kształcił się w Szkole Podchorążych Piechoty w Ostrowi Mazowieckiej-Komorowie, którą ukończył z 89. lokatą (był absolwentem VII Promocji). Zarządzeniem Prezydenta Rzeczypospolitej Ignacego Mościckiego (sygnatura B.P.L. 19333-I-30) mianowany został na stopień podporucznika w korpusie oficerów piechoty, ze starszeństwem z dnia 15 sierpnia 1930 i 106. lokatą, oraz wcielony do 5 pułku piechoty Legionów z Wilna. Na mocy zarządzenia Prezydenta RP z dnia 12 marca 1933 awansowano go do rangi porucznika piechoty, ze starszeństwem z dnia 1 stycznia 1933 i 155. lokatą. Pozostając oficerem 5 pp Leg. zajmował na dzień 5 czerwca 1935 roku 153. lokatę w swoim starszeństwie (była to jednocześnie 1637. lokata łączna pośród wszystkich poruczników piechoty). Jeszcze w tym samym roku przeniesiony został do Szkoły Podchorążych Piechoty, gdzie objął stanowisko dowódcy plutonu, a następnie instruktora. Do stopnia kapitana awansowany został ze starszeństwem z dnia 19 marca 1938 i 260. lokatą wśród oficerów piechoty. Na dzień 23 marca 1939 zajmował stanowisko instruktora strzelania 3 kompanii w Szkole Podchorążych Piechoty. W kampanii wrześniowej walczył w szeregach I batalionu 204 pułku piechoty rez. jako dowódca kompanii ckm. Przeszedł szlak bojowy wraz z Armią „Kraków”, po jej kapitulacji przedostał się do Warszawy, a potem do Wilna.
W Wilnie rozpoczął działalność konspiracyjną - początkowo w Służbie Zwycięstwu Polski, następnie w Związku Walki Zbrojnej i Armii Krajowej. Od 1942 roku szef sztabu Inspektoratu „A” Okręgu Wilno Armii Krajowej, od wiosny 1944 na stanowisku szefa sztabu I Zgrupowania Partyzanckiego Okręgu Wilno AK. Z dniem 7 lipca 1944 objął obowiązki dowódcy tegoż Zgrupowania. Aresztowany przez NKWD 17 lipca tr. w Boguszach i wywieziony do obozu w okolicach Riazania. Z obozu uciekł w sierpniu 1947 wraz z pułkownikiem Aleksandrem Krzyżanowskim „Wilkiem” i przedostał się do Wilna. W Wilnie został ponownie aresztowany i osadzony w obozie.
Do Polski powrócił w lutym 1949. Zamieszkał w Gdańsku i tam też zmarł. Za czyny dokonane podczas służby w Armii Krajowej odznaczony Krzyżem Srebrnym Orderu Wojennego Virtuti Militari oraz Krzyżem Walecznych. Spoczywa na gdańskim cmentarzu Oliwskim (kwatera: 23, rząd: 13, grób: 2).

## Odznaczenia
- Krzyż Srebrny Orderu Wojennego Virtuti Militari
- Krzyż Walecznych